# Antony Damien
Pour les articles homonymes, voir Damien.
Antony Damien est un peintre impressionniste français, né le 28 février 1858 à Belleville (Paris) et mort le 17 mai 1943 à Fontainebleau.

## Biographie
Autodidacte, Antony Damien est un ami d'Alfred Sisley et de Jean-François Raffaëlli qu'il considère comme ses maîtres. Sensible aux changements de lumière et de phénomènes météorologiques, il peint de nombreux paysages de Paris et des environs, mais aussi en provinces .
Il expose au Salon des artistes français de 1890 Vieux hêtres et Forêt de Fontainebleau, et au Salon de la Société nationale des beaux-arts de 1921 Maison à travers les arbres et en 1922 Neige,,.
À la différence de son ami Sisley qui finit sa vie dans la misère, Antony Damien ne fut jamais dans le besoin. Il vendit ses toiles tout au long de sa vie et sa succession ira aux sœurs de sa dernière épouse, lors d'une vente aux enchères, source Jacques Saisset, Dans le sillage impressionniste : Antony Damien, 1858-1943, Fontainebleau, Impr. de l'Arbre-sec, 1947.
Antony Damien épouse Julie Gano lors d'un premier mariage, dont le peintre Antoine Guillemet est témoin. Il épouse en secondes noces Marie Pironnet, élève de Vincent d'Indy et professeur de chant à la Schola Cantorum, en 1919.
Il est le demi-frère du dramaturge Eugène Damien (1846-1902) et l'oncle de Gustave Damien, comédien et directeur de tournées théâtrales.
Sa mère Louise Alphonsine Hubert épouse en 1885 Jacques Alexandre Robert Dumesnil, Notaire, le fils d'Alexandre-Pierre-François Robert-Dumesnil, notaire également et  amateur d'estampe et historien de l'art français, connu pour son ouvrage Le peintre-graveur français ou Catalogue raisonné des estampes gravées par les peintres et les dessinateurs de l'École française (1938), qui se veut une suite du Peintre-graveur d'Adam von Bartsch, mais concernant les graveurs français.
Antony Damien est un chercheur, son œuvre est inégale mais sincère. Son âge n’arrêtera pas son évolution. Sa palette en vieillissant prendra des tons plus assourdis.
En 1939, une congestion va affecter sa vision des couleurs. Il recommencera à peindre néanmoins, retrouvant parfois, malgré la grisaille des échos de la guerre, un semblant de bonne humeur. Quelques semaines avant sa mort, cherchant encore à se renouveler, il ébauchait une dernière toile.

## Œuvre
Antony Damien a peint essentiellement dans les environs d'Avignon, Cassis, Château-Renard, La Celle-sur-Seine, Féricy, Moret-sur-Loing, Fontainebleau, Saint-Mammès, Triel et Paris.
Plus de 130 tableaux ont été répertoriés , entre sa succession, la rétrospective de 1947, et les diverses ventes aux enchères, depuis 1926.

## Postérité
Marie Riquelme, amoureuse des arts et habitante de la ville, se passionna pour le peintre au point de faire l'acquisition d'une de ses toiles et d’acheter et vivre dans l'ancien atelier de l'artiste. Elle lui consacra un chapitre  dans La Mémoire perdue de nos maisons.[réf. nécessaire]

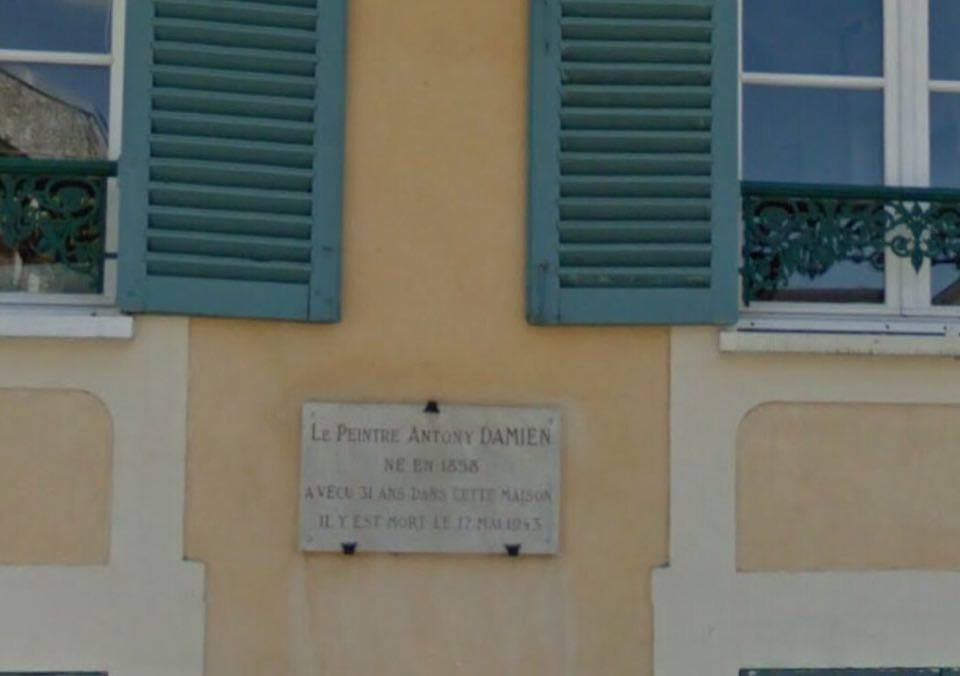
Maison atelier de Fontainebleau au 18, rue Saint-Honoré.

L'Association des amis d'Antony Damien a été créée à Fontainebleau en 1947, présidée par Jacques Saisset. La participation active de la mairie de Fontainebleau a permis l’inauguration d’une plaque commémorative sur sa maison atelier. Hubert Pajot, maire de Fontainebleau y assistait, aux côtés de M. Besnard adjoint, des organisateurs de la manifestation et des amis du peintre.
Une exposition rétrospective eut lieu à Fontainebleau la même année, avec l'édition d'un catalogue des œuvres répertoriées.

Œuvres non localisées attribuées à Antony Damien
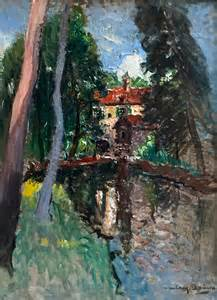
Moulin à Moret-sur-Loing

### Vidéo documentaire
- Aymeric Rouillac, « Qui était le peintre Antony Damien ? », La Quotidienne, France 5, 28 septembre 2016 (en ligne).